# Всеволодо-Благодатське
Все́володо-Благода́тське (рос. Всеволодо-Благодатское) — село у складі Сєвероуральського міського округу Свердловської області.
Населення — 177 осіб (2010, 250 у 2002).
Національний склад населення станом на 2002 рік: росіяни — 88 %.